# Intel Extreme Graphics
Intel Extreme Graphics（インテル・エクストリーム・グラフィックス）は、インテルが開発したグラフィックアクセラレーターである。
Intel Extreme Graphicsは、単体のグラフィックアクセラレーターではなく、同社の開発したチップセット（通常ノースブリッジ）に統合されている。Intel Extreme Graphicsが統合されたチップセットは、主にコストの削減や消費電力を減らすため、高いグラフィック性能を必要としない安価なコンピュータにおいて、オンボードグラフィックに用いられている。

## 歴史
Intel Extreme Graphicsは、インテルが最初に開発したグラフィックコントローラであるIntel Graphics Technology (IGT) を置き換えるもので、チップセットIntel 830のグラフィック機能として発表され、その後も機能拡張を交えて様々なチップセットに搭載された。
Intel 915以降のグラフィックス機能には、Intel Extreme Graphicsの後継であるIntel Graphics Media Acceleratorシリーズが搭載されている。

## 製品

### Intel 830ファミリー
Intel 830はインテルのMobile Pentium III-Mプラットフォーム向けチップセットである。基本的な機能はIntel 815に搭載されていたIGTコアを踏襲しているが、グラフィックスコアの動作クロックがIntel 815の133MHzから166MHzに引き上げられ、2D グラフィックスは256ビットエンジンに、3D グラフィックスは32ビットエンジンに拡張されていると見られており、不満の大きかった性能の向上が図られている。ただしハードウェアT&Lなどは搭載せず、DirectX 6.1世代に留まっている。ビデオメモリには従来同様にメインメモリの一部を共有するUnified Memory Architectureを採るが、新たにDVMT (Dynamic Video Memory Technology) が採用され、共有サイズは固定されずアプリケーションの要求に応じて動的にビデオメモリが割り当てられるようになった。最大48MBのビデオメモリをメインメモリと共有する。

### Intel 845ファミリー
Intel 845はインテルのPentium 4向けチップセットである。コアクロックをIntel 830Mの166MHzから200MHzに引き上げるなど、不足が指摘されていた3D性能の引き上げが行われた。インテルではPentium 4との組合せによりNVIDIAの単体GPUであるGeForce2 MX 200を上回る性能とアナウンスしている。ただしコアはハードウェアT&Lには対応せずDirectX 6.1世代に留まっており、3D性能に関する評価も高くはなかった。また32ビットカラーへの対応なども行われたことで、より近代的な仕様となっている。最大64MBのビデオメモリをメインメモリと共有する。

### Intel 855ファミリー
Intel 855はインテルのPentium M向けチップセットである。Intel Extreme Graphics 2コアを採用し、コアクロックは855GMでは200MHz、852GMEでは266MHzに引き上げられた。また、メモリ利用効率の向上、省電力化等の改良も加えられている。

### Intel 865ファミリー
Intel 865はインテルのPentium 4向けチップセットである。Intel Extreme Graphics 2コアを採用した製品で、Intel Extreme Graphicsを採用した最後のチップセットファミリーである。